# Here and There (film)
Pour plus de détails, voir Fiche technique et Distribution.
Here and There (Тамо и овде, Tamo i ovde) est un film serbe réalisé par Darko Lungulov, sorti en 2009.
Le film a été présenté lors du Festival international du film de Belgrade. 

## Distribution
- David Thornton
- Branislav Trifunović
- Cyndi Lauper
- Mirjana Karanović
- Jelena Mrđa
- Antone Pagan

## Distinctions
- Festival du film de TriBeCa 2009
  - Meilleur film narratif, Compétition de New York
- Festival international du film d'Arras 2009
  - Mention spéciale pour Mirjana Karanović